# Druim Fada (berg i Storbritannien, lat 57,12, long -5,47)
Druim Fada är ett berg i Storbritannien.   Det ligger i kommunen Highland och riksdelen Skottland, i den nordvästra delen av landet, 700 km nordväst om huvudstaden London. Toppen på Druim Fada är 690 meter över havet, eller 560 meter över den omgivande terrängen. Bredden vid basen är 6,4 km.
Terrängen runt Druim Fada är huvudsakligen kuperad. Trakten runt Druim Fada är nära nog obefolkad, med mindre än två invånare per kvadratkilometer. Närmaste större samhälle är Glenelg, 13,4 km nordväst om Druim Fada. I omgivningarna runt Druim Fada växer i huvudsak blandskog.